# اواس‌آی
OSI یک گروه پروگرسیو راک آمریکایی است که توسط جیم متیوز، گیتاریست Fates Warning، در سال ۲۰۰۲ بنا شد. کوین مور، خواننده و نوازنده کیبورد Chroma key تنها عضو دائمی گروه است. اسم گروه بر اساس نام یک آژانس دولتی در آمریکا به اسم Office of Strategic Influence (دفتر تدابیر نفوذی) است که بعد از حملات ۱۱ سپتامبر، وظیفه تبلیغات سیاسی را برعهده داشت. گروه از تعدادی موزیسین مهمان در آلبوم‌های خود بهره برده، از جمله: استیون ویلسون، میکاییل آکرفلد، شین مالون و جویی ورا.
جیم متیوز، کوین مور و درامر دریم تیتر، مایک پورتنوی را استخدام کرد تا با او در کاری که قرار بود پروژه شخصی متیوز باشد، همکاری کنند. متیوز و پورتنوی می‌خواستند آلبومی پروگرسیو متال به سبک کار خود متیوز در Fates Warning بسازند ولی کوین مور، با وارد کردن موسیقی الکترونیک به پروگرسیو متال، مسیر موسیقایی گروه را تغییر داد. گروه اولین آلبوم خود را در ۲۰۰۳ منتشر کرد. پورتنوی، دخالت‌های کوین مور را دلیل سختی‌های ساخت این آلبوم می‌دانست.
OSI در اصل قرار بود یک «تک پروژه» باشد، اما کوین و متیوز در وقت آزادی که داشتند، آلبوم دوم گروه، Free را در سال ۲۰۰۶ منتشر کردند که مایک پرتنوی، به عنوان درامر، فقط در ساخت آلبوم با آن‌ها همکاری داشت. آلبوم سوم نیز به اسم Blood در سال ۲۰۰۹ با همکاری درامر Porcupine tree، گوین هریسون که جایگزین پورتنوی شده بود، منتشر شد. هم‌اکنون کوین و متیو در حال کار کردن روی آلبوم چهارم گروه هستند و هریسون نیز به عنوان درامر در آن همکاری می‌کند.

## سبک موسیقی
به گفته مور، «OSI یک گرایش جدید در پروگرسیو راک محسوب می‌شود»، ترکیب عناصری از پروگرسیو و الکترونیک که به گفته مور «دو دشمن طبیعی هم هستند» و این کشاکش موجب دلچسبی موسیقی می‌شود. متیو از گروه‌های هوی متال و پروگرسیوی مانند Genesis , Jethro tull , Black Sabbath و UFO تأثیر گرفته‌است. کوین مور نیز تحت تأثیر موسیقی الکترونیک، اکسپریمنتال و مینیمال تکنو بوده‌است. کوین و جیم اصولاً تنها کار می‌کنند و نظرات خود را توسط ایمیل با هم درمیان می‌گذارند. کار همه آلبوم هایشان به این شکل بوده‌است که مثلاً جیم یک ایده، ریف گیتار یا یک آهنگ را برای مور می‌فرستد و مور بعد از انجام تغییرات، ان را برای متیو باز می‌فرستد. مور، خواننده و ترانه سرای گروه، مراحل نوشتن ترانه را مانند «تست رورشاخ صوتی» می‌داند. ترانه‌های آلبوم اول، درون مایه سیاسی داشتند، اما در کارهای بعدی بیشتر در رابطه با تجربیات شخصی مور بودند و در آلبوم Blood ترانه‌ها به گونه ای به هم مرتبط بودند.

## اعضای گروه

### اعضای کنونی
- جیم متیوز - گیتار، کیبورد، پروگرامینگ
- کوین مور - خواننده، کیبورد، پروگرامینگ

### اعضای پیشین
- مایک پورتنوی - درامز

### اعضای مهمان
- گوین هریسون (porcupine tree) - درامز در آلبوم Blood
- شین مالون (Gordian knot, Cynic) - باس و چاپمن استیک در آلبوم Office of Strategic Influence
- جوی ورا (Fates Warning) - باس در آلبوم Free
- استیون ویلسون (porcupine tree) - خواننده آهنگ shutDOWN
- تیم بونس (No-Man) - خواننده آهنگ No Celebrations
- میکاییل آکرفلد (Opeth) - خواننده آهنگ Stockholm

## آلبوم‌ها
- ۲۰۰۳ Office of Strategic Influence -
- Free - ۲۰۰۶
- re:free (EP) - ۲۰۰۶
- Blood - ۲۰۰۹
- Fire Make Thounder - ۲۰۱۲